# Luigi Venosta
Silvino Luigi Venosta, Nobile (Tirano, 30 giugno 1845 – Roma, 30 ottobre 1926), è stato un funzionario e politico italiano.

## Biografia
Nell'amministrazione delle finanze dal 1871 come applicato ed impiegato,  bersagliere volontario nella terza guerra d'indipendenza, dal 1889 passa alle dipendenze del Ministero del tesoro; dal 1896 è stato per due anni primo ragioniere dell'Istituto di emissione, dal 1898 passa alla Cassa depositi e prestiti, dove rimane fino al 1921 e di cui è stato per sedici anni a capo come direttore generale amministrativo e amministratore centrale. 
Nominato senatore a vita nel 1914.